# Dușeti
Dușeti (georgiană დუშეთი) este un oraș în Georgia.